# Biketokeak
Biketokeak ist ein winziges Motu des Likiep-Atolls der pazifischen Inselrepublik Marshallinseln.

## Geographie
Biketokeak liegt in der Südostecke des Riffsaums des Likiep-Atolls, im Übergang zwischen Agony Island am South Pass (Minami-suido) und der Hauptinsel Likiep. Zusammen mit Nadik und Atotak gehört es zu einem halben Dutzend wenig beachteter Inselchen.